# María Leszczyńska
María Leszczyńska (en polaco Maria Karolina Zofia Felicja Leszczyńska; Trzebnica, 23 de junio de 1703-Palacio de Versalles, 24 de junio de 1768) fue una princesa de Polonia y posteriormente reina consorte de Francia y Navarra a través de su matrimonio con Luis XV de Francia.

## Primeros años
Segunda hija (la mayor, Ana, nació en 1699 y murió en 1717), de Catalina Opalinska y de Estanislao I Leszczynski de Wieniawa, brevemente rey de Polonia, María nació en Trzebnica, Silesia, el 23 de junio de 1703. Exiliada en la ciudad alsaciana de Wissembourg, después de numerosos tratos políticos le fue presentada, en 1721, al duque de Borbón como futura esposa.

## Matrimonio

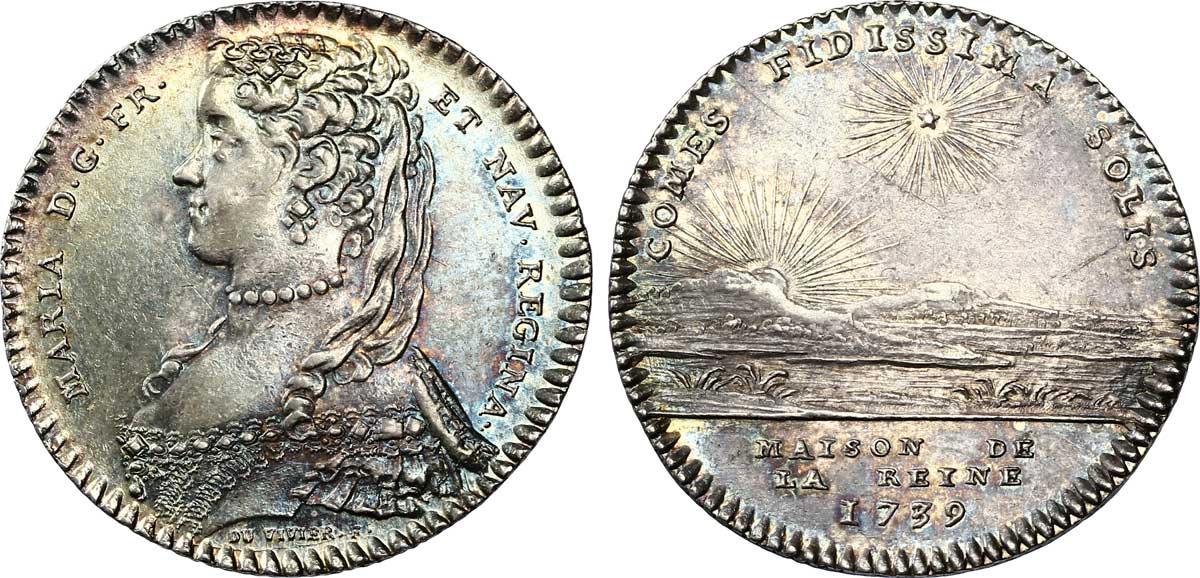
Maria Leszczynska

Cuando Luis XV devolvió, en 1725, a su joven prometida, la infanta-reina Mariana Victoria de Borbón (hija del rey de España Felipe V), Fleuriau de Morville, uno de los secretarios de Estado, presentó una lista de posibles candidatas, María figuraba en esa lista. El 31 de marzo de 1725, más por apatía que por entusiasmo, María fue escogida por el rey y por el cardenal Fleury. El 2 de abril M. le Duc solicitó, en nombre de Luis XV, a Estanislao, la mano de su hija.

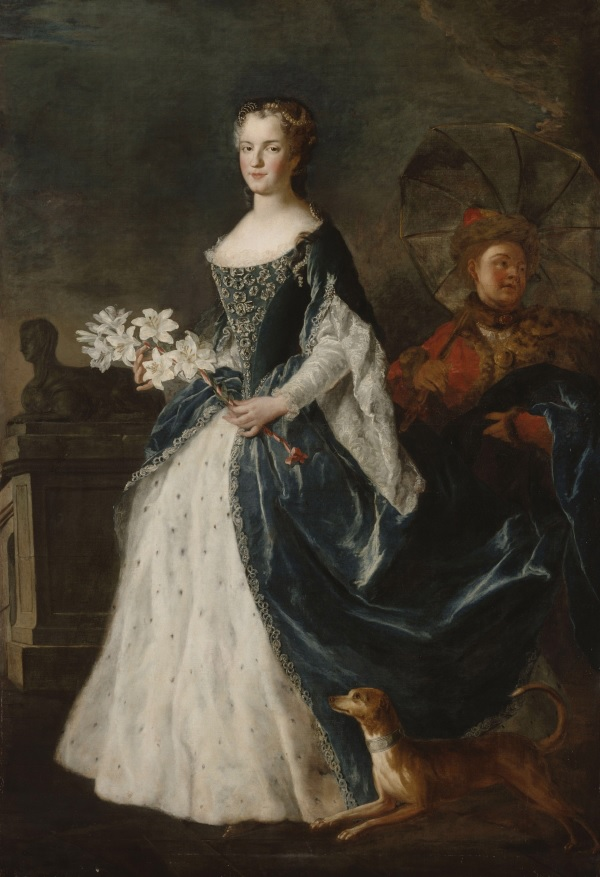
María Leszczynska, por Alexis Simon Belle.

El anuncio de este matrimonio no fue bien acogido por la Corte, donde se pusieron en duda los orígenes de la familia Leszczynski y se criticó su nacionalidad polaca. Isabel Carlota de Borbón-Orleans, duquesa de Lorena, escribió:

«Tengo que reconocer que resulta sorprendente que para el rey, cuya sangre es la única sangre real de Francia, se busque una pareja tan poco adecuada y que se case con una simple señorita polaca, (…) ella no ostenta título alguno y su padre no fue rey más que durante veinticuatro horas.»

Los rumores en su contra crecieron, llegándose a asegurar que la futura reina era fea, escrupulosa, epiléptica y estéril.
No obstante, el 15 de agosto, el duque de Orleans se casó con María por poderes en la catedral Notre-Dame de Estrasburgo, delante del cardenal de Rohan, gran capellán de Francia. El 4 de septiembre, Luis XV y María se reunieron y se casaron el 5 de septiembre en Fontainebleau. El matrimonio fue consumado esa misma noche y el rey hizo durar la "luna de miel", en Fontainebleau hasta diciembre. María se enamoró perdidamente del rey que, en esa época se mostró, también, muy apasionado.
Luis XV puso al servicio de la reina al Cardenal de Fleury como gran capellán, y a los servidores que le habían cuidado durante su niñez, a fin de que ella pudiera conocer mejor a su marido. 

### Descendencia
María y Luis tuvieron diez hijos, tres de los cuales murieron en la infancia:
1. Luisa Isabel (14 de agosto de 1727 - 6 de diciembre de 1759), casada con Felipe I de Parma. Tuvo descendencia.
2. Ana Enriqueta (14 de agosto de 1727 - 10 de febrero de 1752), gemela de la anterior. Murió soltera y sin descendencia.
3. María Luisa (28 de julio de 1728 - 19 de febrero de 1733), murió en la infancia.
4. Luis Fernando (4 de septiembre de 1729 - 20 de diciembre de 1765), delfín de Francia. Casado en primeras nupcias con María Teresa de España y posteriormente con María Josefa de Sajonia. Tuvo descendencia de ambos matrimonios.
5. Felipe (30 de agosto de 1730 - 7 de abril de 1733), duque de Anjou. Murió en la infancia.
6. María Adelaida (23 de marzo de 1732 - 27 de febrero de 1800), duquesa de Louvois. Murió soltera y sin descendencia.
7. Victoria (11 de mayo de 1733 - 7 de junio de 1799), murió soltera y sin descendencia.
8. Sofía (27 de julio de 1734 - 2 de marzo de 1782), duquesa de Louvois. Murió soltera y sin descendencia.
9. Teresa Felicita de Francia (16 de mayo de 1736 - 28 de septiembre de 1744), murió en la infancia.
10. Luisa María (15 de julio de 1737 - 23 de diciembre de 1787), Madame Séptima (después Madame Luisa), se unió a la Orden de los Carmelitas en 1770 con el nombre de Madre Teresa de San Agustín O.C.D.

El nacimiento de Luisa María puso fin a la felicidad del matrimonio real; en esa época Luis XV tuvo su primera amante, Pauline Félicité de Mailly, la primera de las hermanas Mailly.
María estaba muy unida a esposo ("Mi último suspiro será desear su felicidad para siempre" escribió en su testamento), se adaptó bien a la vida de Versalles: se instruyó sobre las cuestiones del ceremonial y protocolo, y asumió sus deberes de representación durante las frecuentes ausencias de Luis XV. Amante de la música y de la pintura (pintaba acuarelas), la reina María fue la verdadera mecenas de la corte. Cuando Luis XV la abandonó definitivamente por su amante, María mantuvo una gran discreción y dignidad. Perdido el afecto de su esposo, se refugió en sus hijas y en el cariño de su padre que la visitaba con frecuencia.
Luis XV, tal vez para hacerse perdonar, le regaló un apartamento privado (destruido por las reconstrucciones de María Antonieta) en el que María pudo llevar una vida más tranquila y eludir algunos compromisos. Reunió, en torno a sí, un grupo de amigos, entre los que se encontraba el matrimonio formado por Marie Brûlart y Charles Philippe d'Albert, duques de Luynes. Disponía de una renta de 96.000 libras, suma bastante mediocre para atender a sus diversiones, limosnas y juego. Frecuentemente adquiría deudas debidas, sobre todo, a su pasión por el juego y, especialmente, por la cavagnole, que eran pagadas por Luis XV o por su padre Estanislao.
Murió el 24 de junio de 1768 en Versalles, al día siguiente de cumplir 65 años. Fue la última reina consorte de Francia que falleció como tal. Todas las siguientes serían derrocadas por la vía revolucionaria.

## Ascendencia
| María Leszczynska | Padre: Estanislao I Leszczynski | Abuelo paterno: Rafael Leszczynski    | Bisabuelo paterno: Boguslaw Leszczynski         |
| María Leszczynska | Padre: Estanislao I Leszczynski | Abuelo paterno: Rafael Leszczynski    | Bisabuela paterna: Ana Gräfin Dönhoff           |
| María Leszczynska | Padre: Estanislao I Leszczynski | Abuela paterna: Ana Jablonowska       | Bisabuelo paterno: Estanislao Jablonowski       |
| María Leszczynska | Padre: Estanislao I Leszczynski | Abuela paterna: Ana Jablonowska       | Bisabuela paterna: Mariana Kazanowska           |
| María Leszczynska | Madre: Catalina Opalinska       | Abuelo materno: Juan Carlos Opalinski | Bisabuelo materno: Cristián Opalinski           |
| María Leszczynska | Madre: Catalina Opalinska       | Abuelo materno: Juan Carlos Opalinski | Bisabuela materna: Teresa Constanza Czarnkowska |
| María Leszczynska | Madre: Catalina Opalinska       | Abuela materna: Sofía Czarnkowska     | Bisabuelo materno: Adam Uriel Czarnkowski       |
| María Leszczynska | Madre: Catalina Opalinska       | Abuela materna: Sofía Czarnkowska     | Bisabuela materna: Teresa Zaleska               |

## Galería
| Predecesor: María Teresa de Austria | Reina consorte de Francia y de Navarra 5 de septiembre de 1725 - 24 de junio de 1768 | Sucesor: María Antonieta de Austria |